# Псіоніка
У американській науковій фантастиці 1950-х і 1960-х років псіоніка була запропонованою дисципліною, яка застосовувала принципи інженерії (особливо електроніки) до вивчення (та використання) паранормальних явищ, таких як екстрасенсорне сприйняття, телепатія та психокінез. Термін утворений з поєднання слів «псі» (в значенні «психічні явища») та «-оніка» від «електроніка». Слово «псіоніка» стало жаргонним терміном у науково-фантастичній спільноті, і, незважаючи на зусилля редактора Джона В. Кемпбелла-молодшого, воно так і не набуло загального вжитку, навіть серед академічних парапсихологів. У роки після того, як термін був введений у 1951-му році, ставало дедалі очевидніше, що жодних наукових доказів існування «псіонічних» здібностей не існує.

## Етимологія
У 1942-му році два автори — біолог Бертольд Візнер та психолог Роберт Тулесс — ввели в парапсихологію термін «псі» (від ψ псі, 23-ї літери грецької абетки) в статті, опублікованій у «Британському журналі психології». (Цей грецький символ був обраний, оскільки він є першою літерою грецького слова ψυχή [психіка], що означає «розум» або «душа».) Намір полягав у тому, щоб «псі» представляло «невідомий фактор» в екстрасенсорному сприйнятті та психокінезі, явищах, що, вважалося, не можуть бути поясненими жодними відомими фізичними чи біологічними процесами. У книзі 1972-го року Тулесс наполягав, що він і Візнер ввели це значення терміну «псі» до його використання в науково-фантастичних колах, пояснюючи, що їхнім наміром було створити більш нейтральний термін, ніж «ESP» (абревіатура від англ. extrasensory perception — екстрасенсорне сприйняття), який не вказував би на вже наявну теорію процесу.
Слово «псіоніка» вперше з'явилося в друці в новелі науково-фантастичного письменника Джека Вільямсона «Найвеличніший винахід» (англ. The Greatest Invention), опублікованій у журналі «Приголомшлива наукова фантастика» (англ. Astounding Science Fiction) у 1951-му році. Вільямсон запозичив його від «псіон», вигаданої «одиниці ментальної енергії», описаної в тій же історії. (Лише пізніше термін був ретроспективно описаний редактором Джоном В. Кемпбеллом у науково-популярних статтях в «Astounding» як телескопія «психічної електроніки».) Нове слово було створено за аналогією з попереднім терміном «радіоніка». («Радіоніка» поєднувала радіо з електронікою і була вигадана в 1940-х роках для позначення роботи лікаря та псевдонауковця початку 20-го століття Альберта Абрамса.) Ту ж аналогію згодом було використано у ряді неологізмів наукової фантастики, зокрема біоніка («біо-» + «електроніка»; вигадано 1960-го року) та кріоніка («кріо-» + «електроніка»; вигадано 1967-го року).